# 中山育雄
中山 育雄（なかやま いくお、1916年9月24日 - 1986年7月10日）は、日本の経営者。中山製鋼所社長、会長を務めた。福岡県出身。

## 経歴
1937年に神戸高等商業学校を経て、1940年に大阪帝国大学工学部冶金学科を卒業し、同年に中山製鋼所に入社。1945年6月に取締役に就任し、同年12月には社長に昇格。1973年11月から1975年5月までに会長を務めた。
1973年11月に藍綬褒章を受章。
1986年7月10日肺炎のために死去。69歳没。